# دانشگاه وورتسبورگ

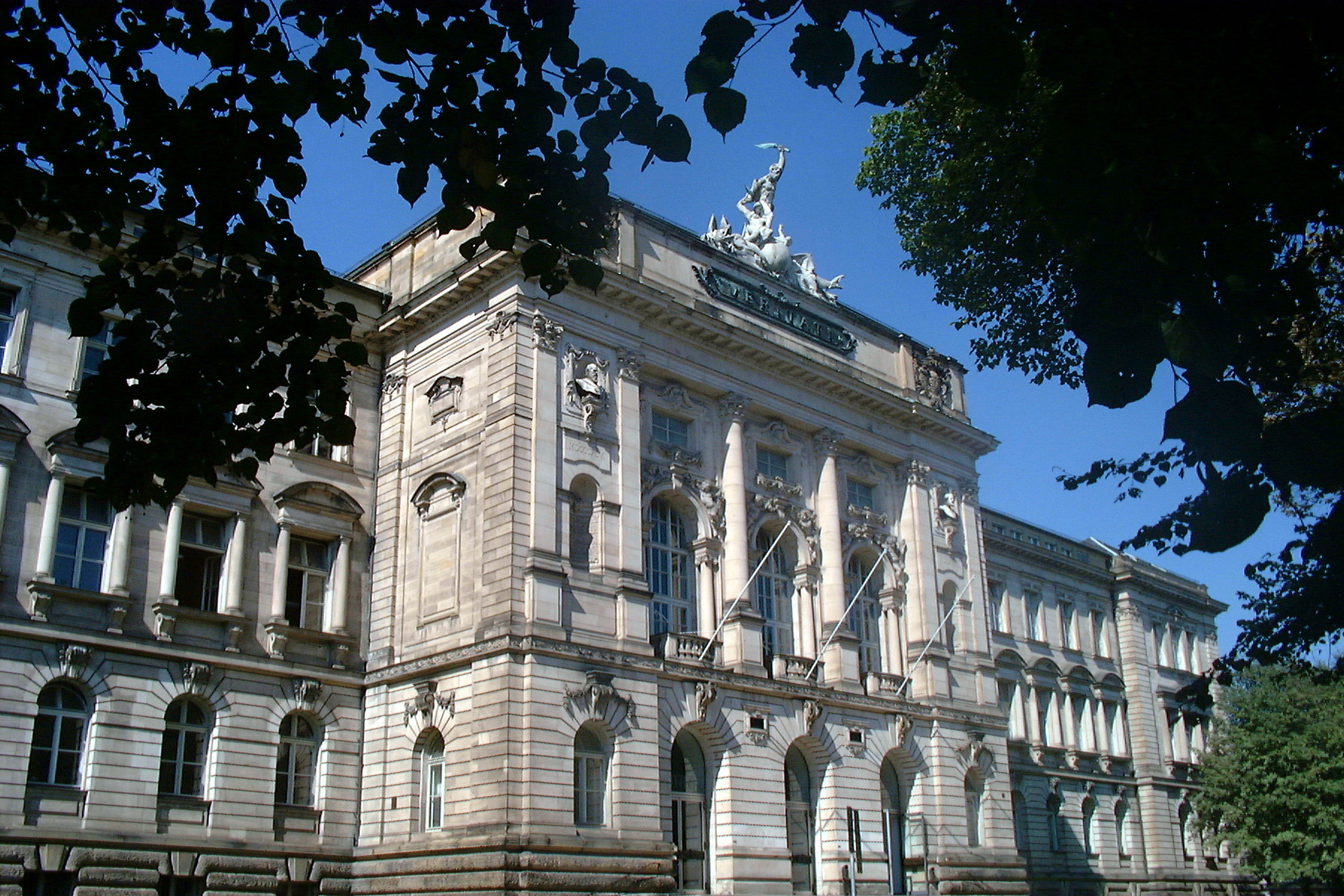
ساختمان «دانشگاه جدید» که در سال ۱۸۹۶ ساخته شد.

دانشگاه یولیوس ماکسیمیلیانست وورتسبورگ (به آلمانی: Julius-Maximilians-Universität Würzburg) یا به عبارت ساده‌تر دانشگاه وورتسبورگ یکی از قدیمی‌ترین دانشگاه‌های کشور آلمان است. این دانشگاه که در سال ۱۴۰۲ میلادی پایه‌گذاری شد به نام بنیان‌گذار خود یولیوس اشتر حاکم منطقه و ماکسیمیلیان، شاه باواریا که بعد از تسلط حکومت باواریا به این شهر، با کمک مالی به ادامه کار دانشگاه کمک کرد، شناخته می‌شود. هم‌اکنون حدود ۲۶٬۷۲۵ نفر دانشجو در مقاطع کارشناسی، کارشناسی ارشد و دکترا در این دانشگاه مشغول به تحصیل هستند.

## دانشکده‌ها
دانشکده‌های این دانشگاه عبارتند از:
- دانشکده علوم دینی
- دانشکده حقوق
- دانشکده پزشکی
- دانشکده هنر ۱
- دانشکده هنر ۲
- دانشکده زیست‌شناسی
- دانشکده شیمی و داروسازی
- دانشکده ریاضیات و علوم کامپیوتر
- دانشکده فیزیک و نجوم
- دانشکده اقتصاد

## افراد مشهور
ویلهلم رونتگن، کاشف پرتو ایکس، در دانشکده فیزیک این دانشگاه به تدریس اشتغال داشت و در آزمایشگاه همین دانشگاه موفق به کشف آن اشعه گردید.
شیمیدان‌های بزرگی نظیر آرنیوس، جودی فیشر، ادوارد بوخنر و نرنست نیز از همین دانشگاه برخاسته‌اند.

## نگارخانه

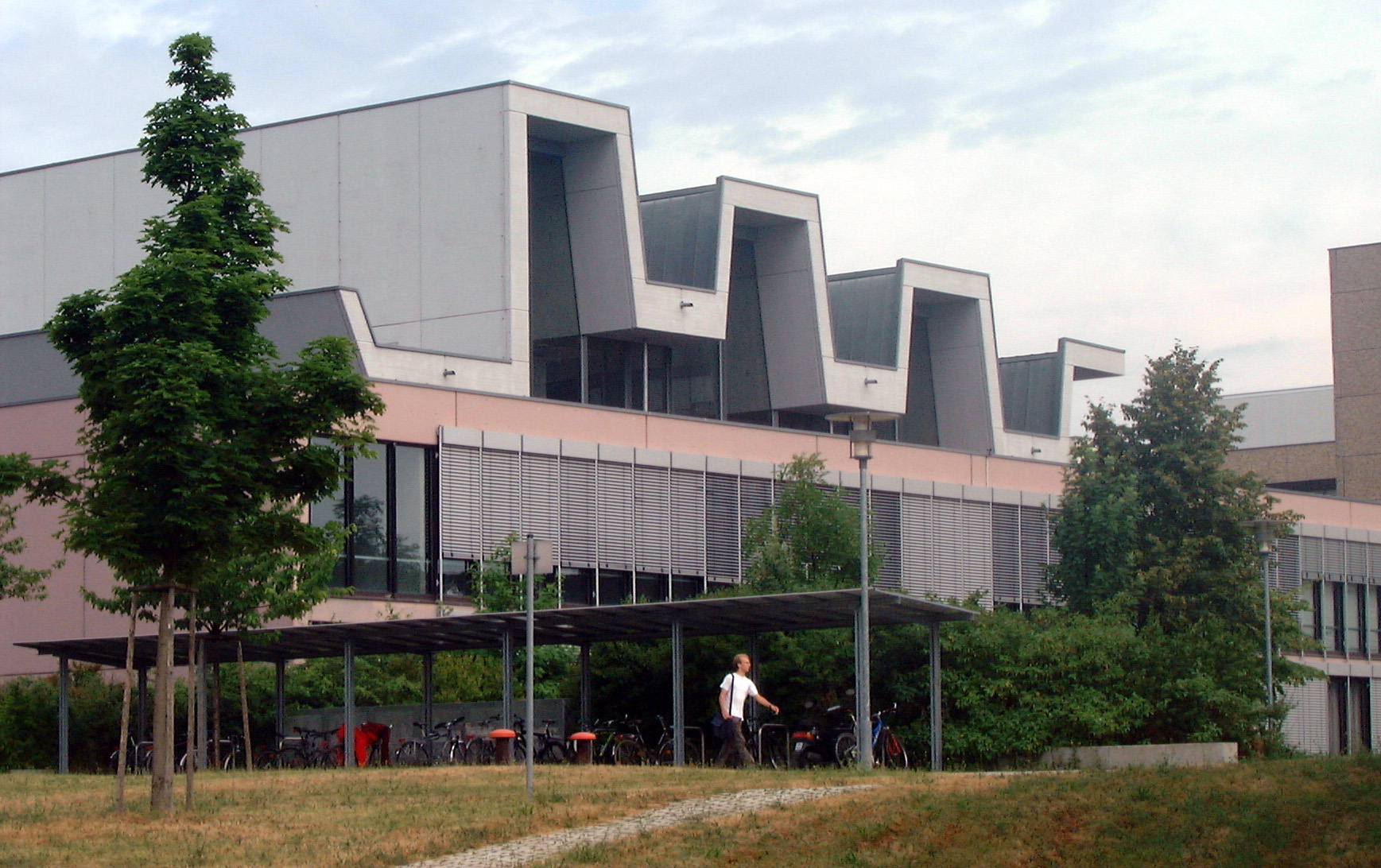
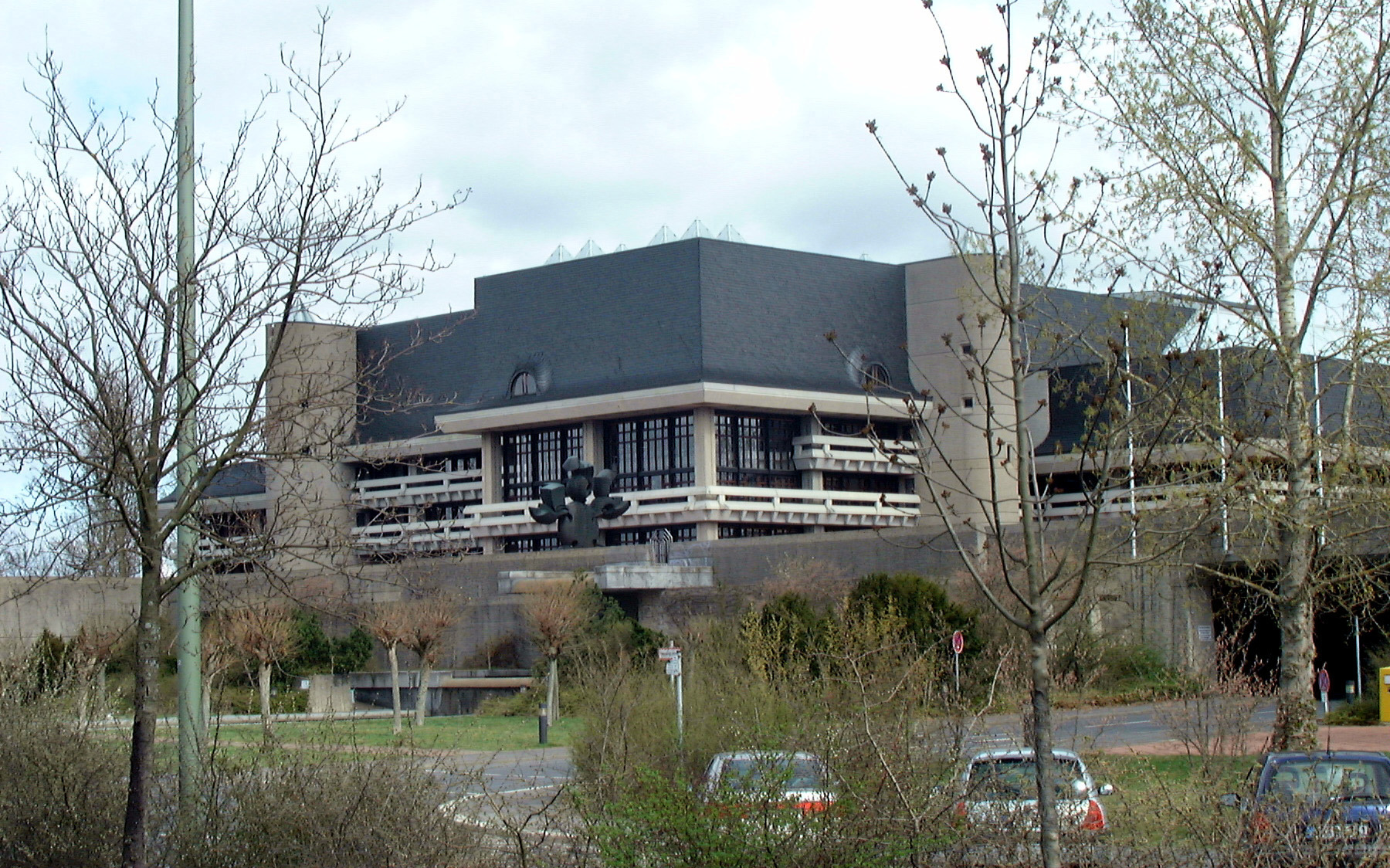
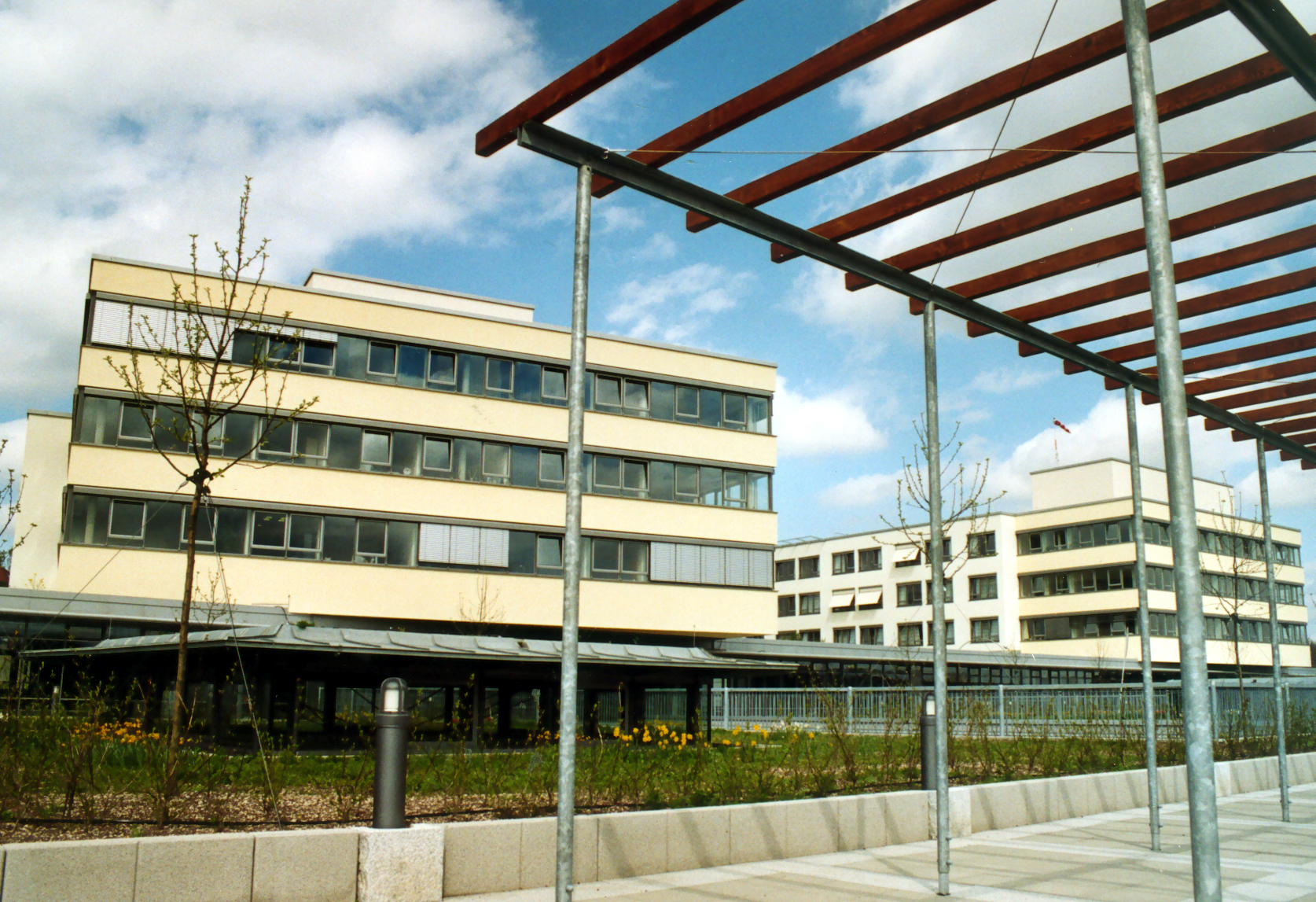
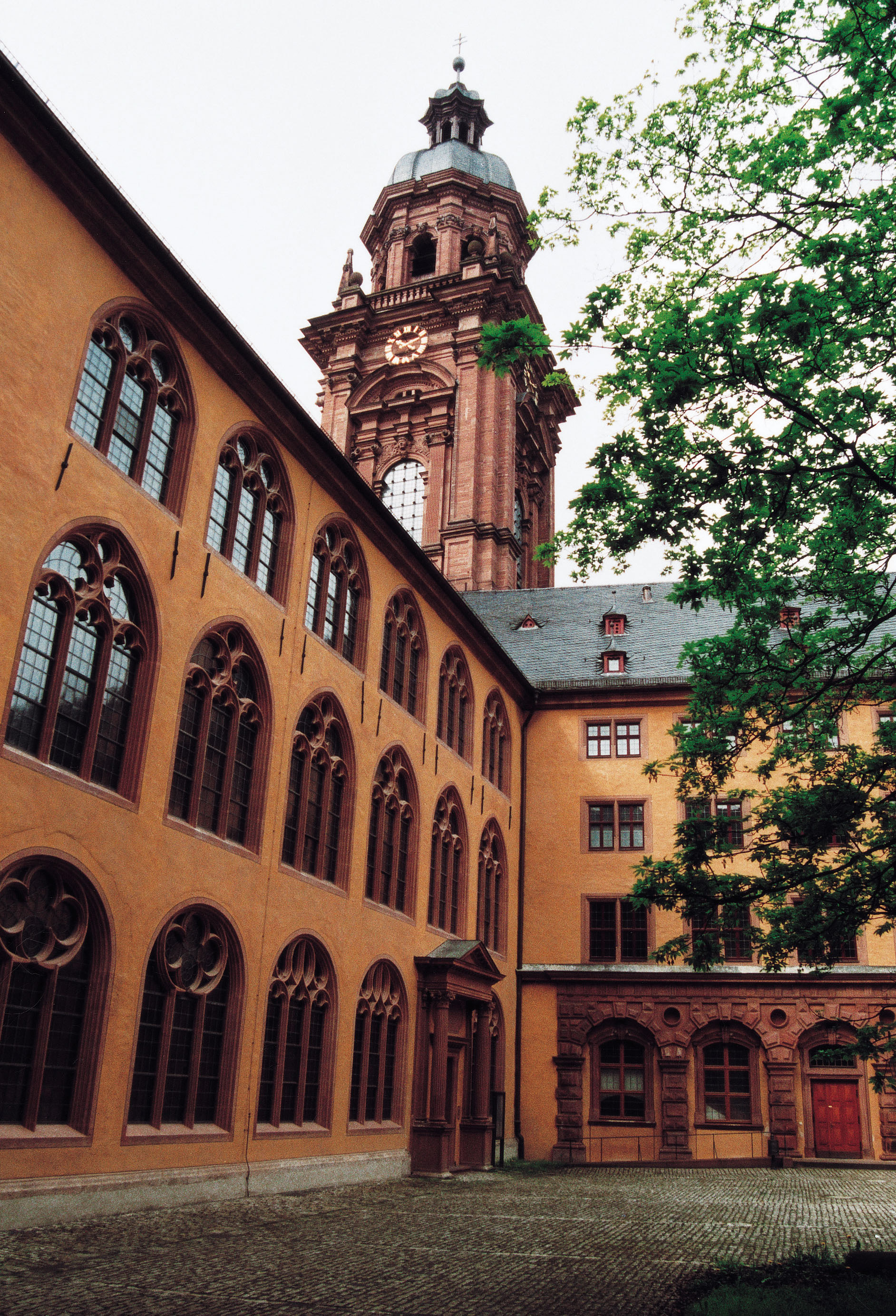
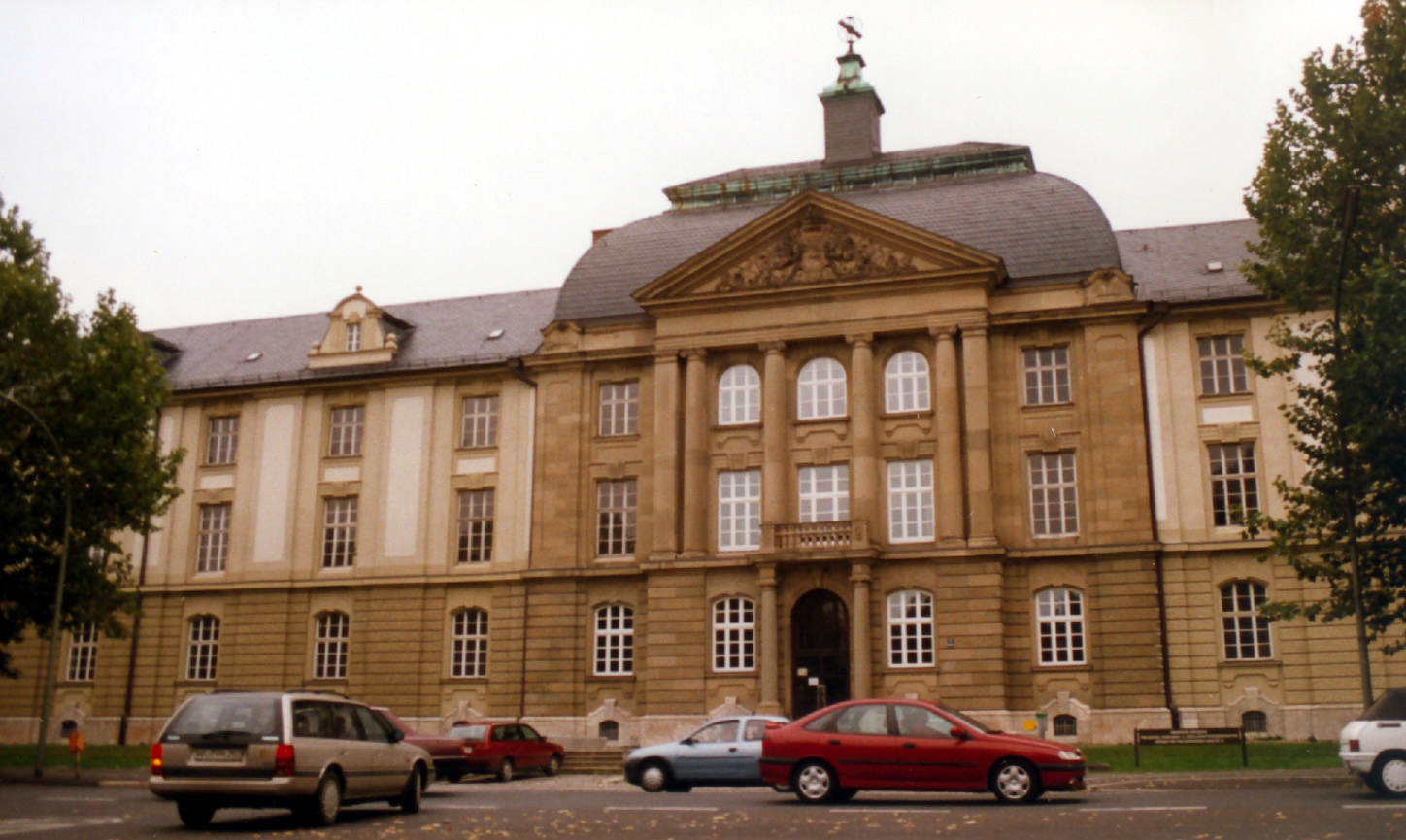
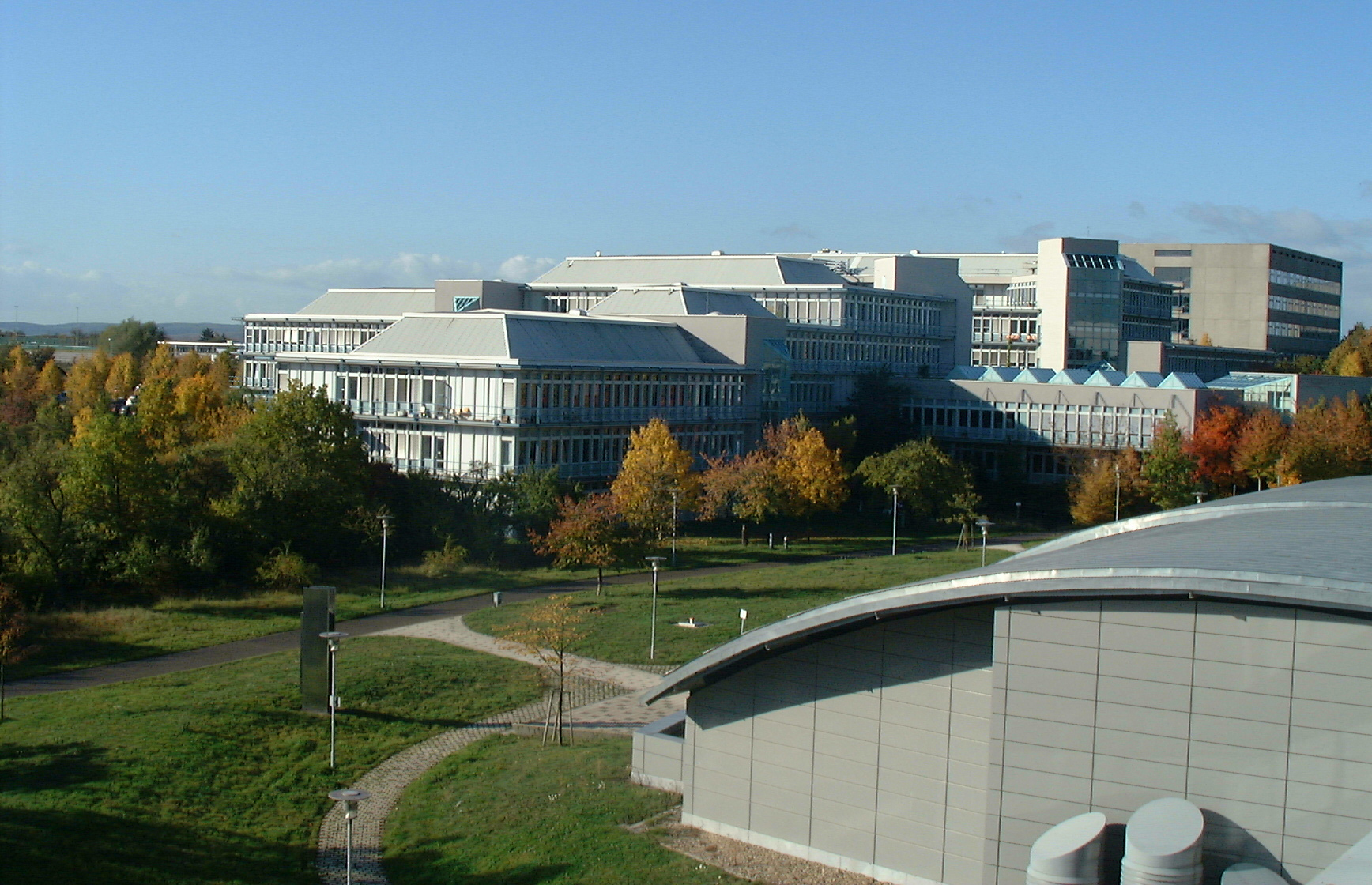
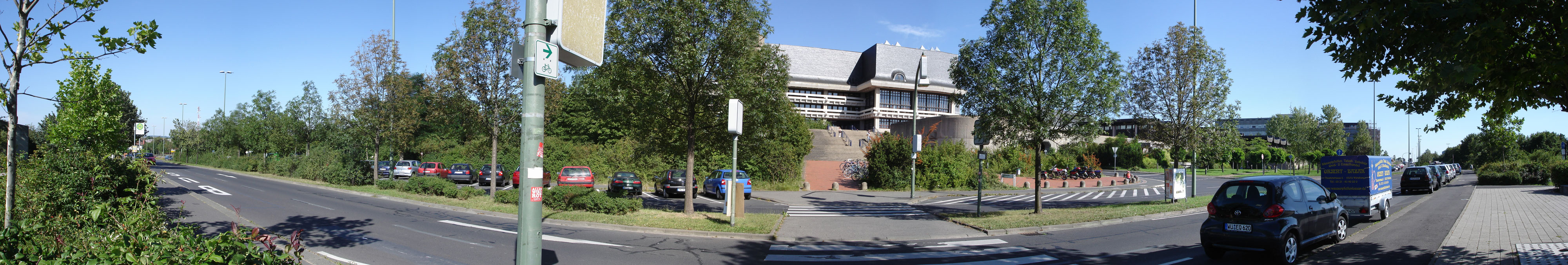